# Cryptanthus leuzingerae
Cryptanthus leuzingerae är en gräsväxtart som beskrevs av Elton Martinez Carvalho Leme. Cryptanthus leuzingerae ingår i släktet Cryptanthus, och familjen Bromeliaceae. Inga underarter finns listade i Catalogue of Life.